# Chiesa di Santa Cristina e Sant'Antonio Abate
La chiesa di Santa Cristina e Sant'Antonio Abate (in tedesco Pfarrkirche zum hl. Antonius Abt und zur hl. Christina) è la chiesa parrocchiale del comune di Santa Cristina Valgardena, in provincia di Bolzano (Italia).

## Storia
Si ritiene che, presso il sito della chiesa, già nel XII secolo dovesse sorgere una cappella consacrata. La prima menzione scritta dell'esistenza dell'edificio è una lettera d'indulgenza risalente al 1342, periodo al quale risalirebbe anche il campanile, le cui mura conservano un aspetto d'impronta romanica (il tetto cuspidato è invece posteriore). Vari ampliamenti e rinnovamenti effettuati nel corso dei secoli hanno via via nascosto la fisionomia originaria dell'edificio, sovrapponendovi elementi architettonici stilisticamente differenti.
La chiesa conserva al suo interno un coro ligneo di epoca gotica ed un altare barocco del 1690, opera della famiglia di artisti Vinatzer.
L'ingresso principale dell'edificio è rivolto ad occidente ed è raggiungibile tramite un ponte in pietra, originariamente edificato per sovrappassare la dismessa ferrovia della Val Gardena; altri ingressi secondari si trovano a nord e a sud. Dietro l'abside si trova una piccola cappella funeraria; tutt'intorno all'edificio si sviluppa il cimitero parrocchiale.

## Galleria d'immagini

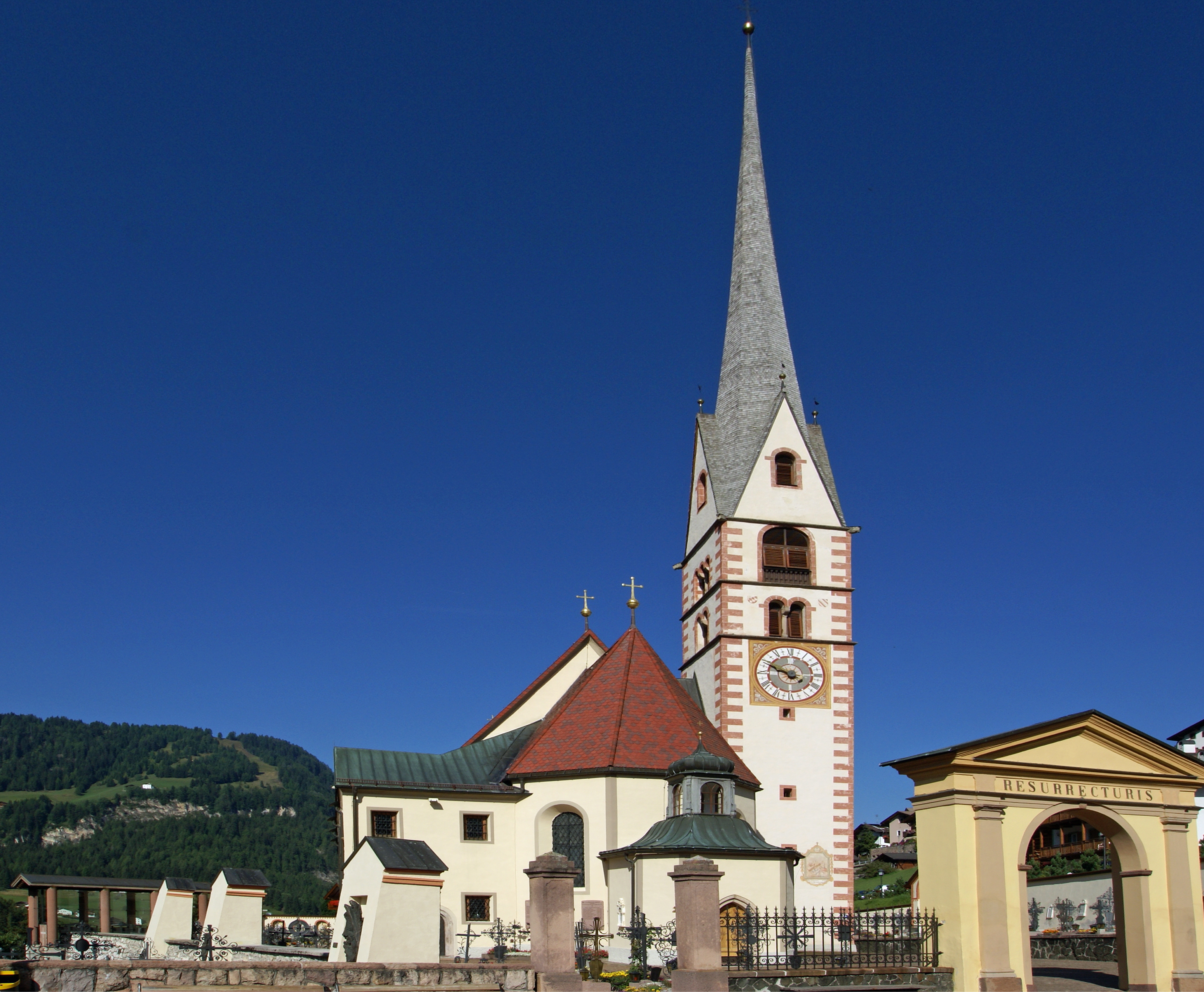
Vista absidale
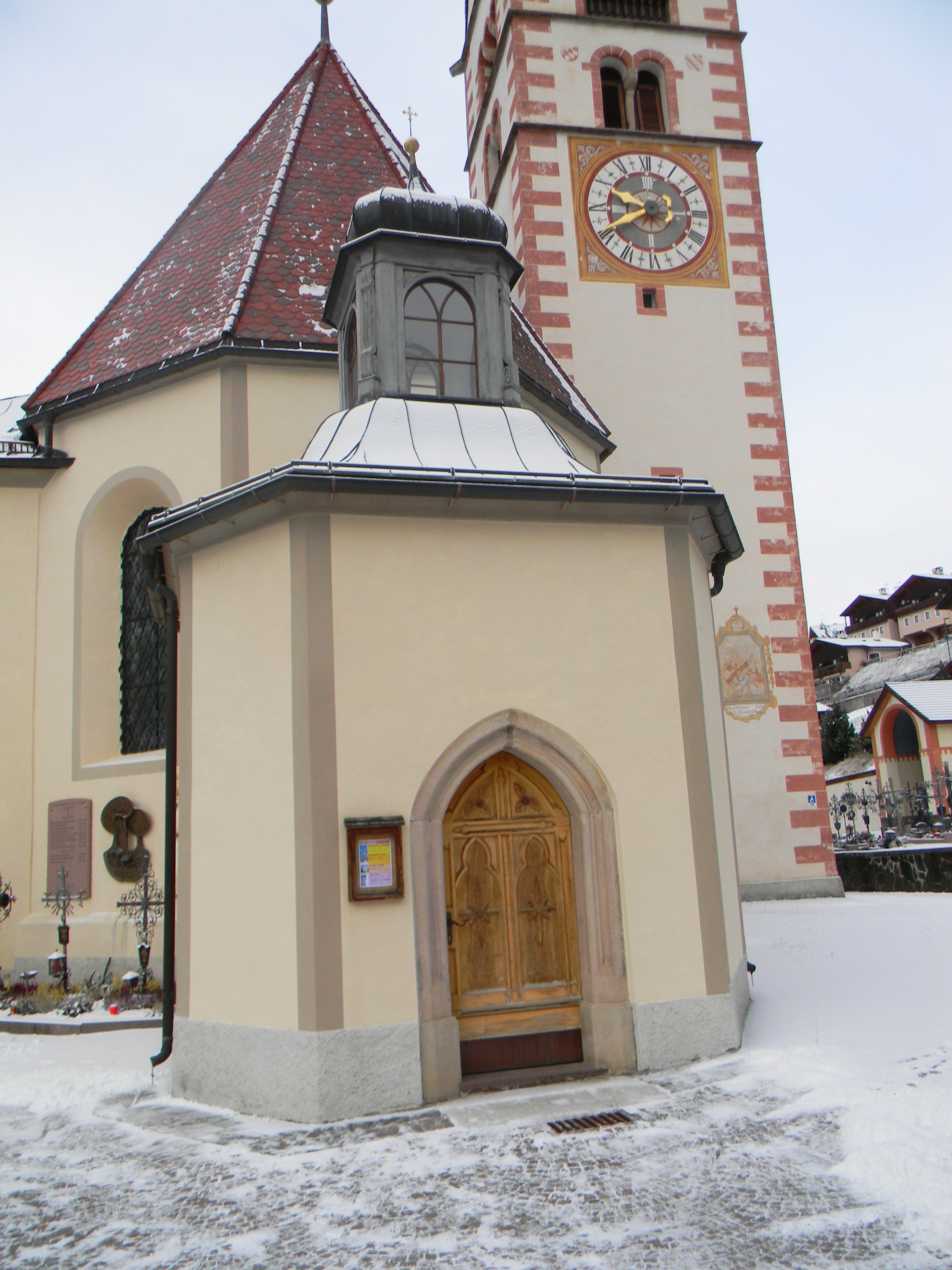
Cappella funeraria
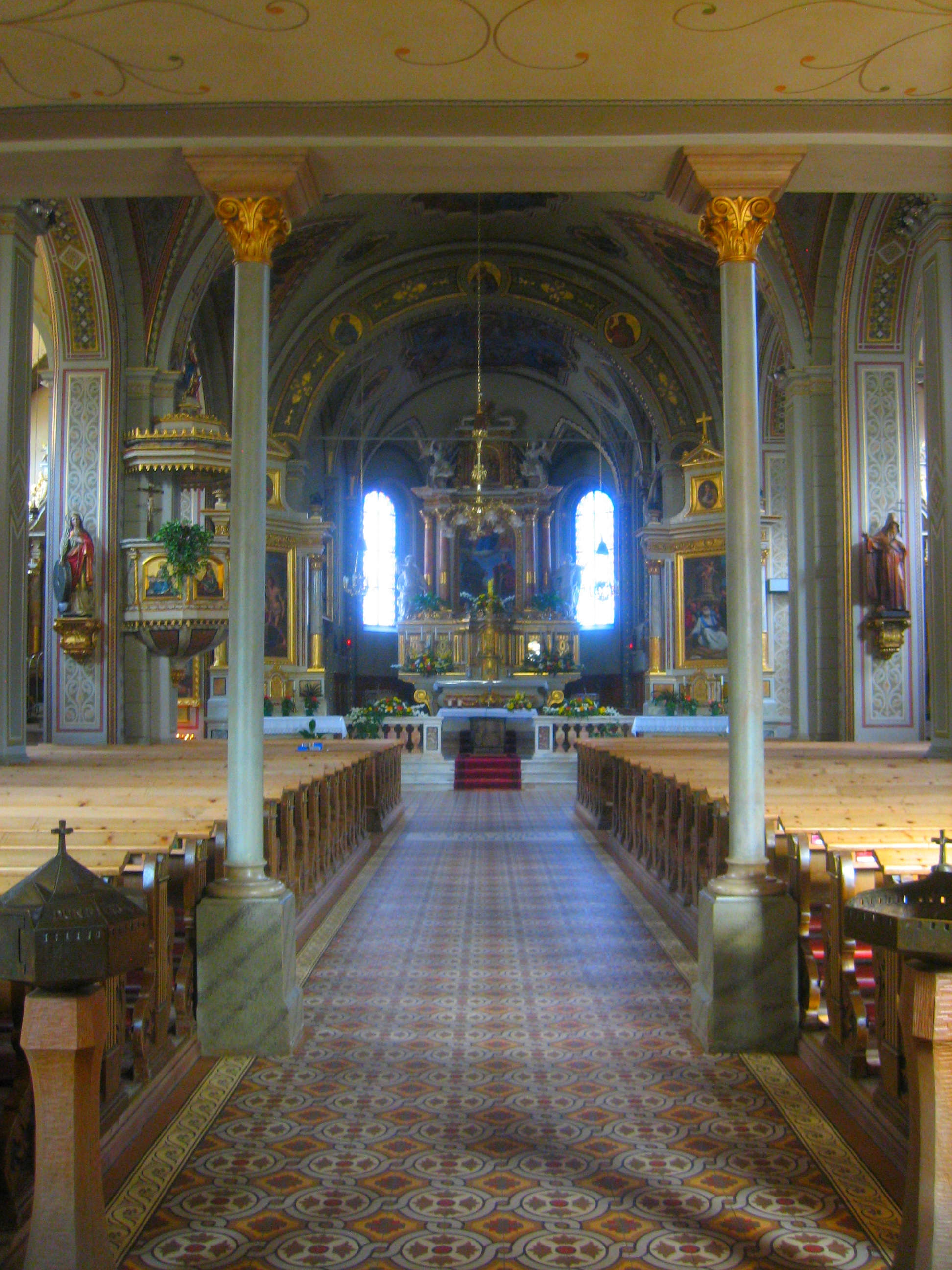
Interno
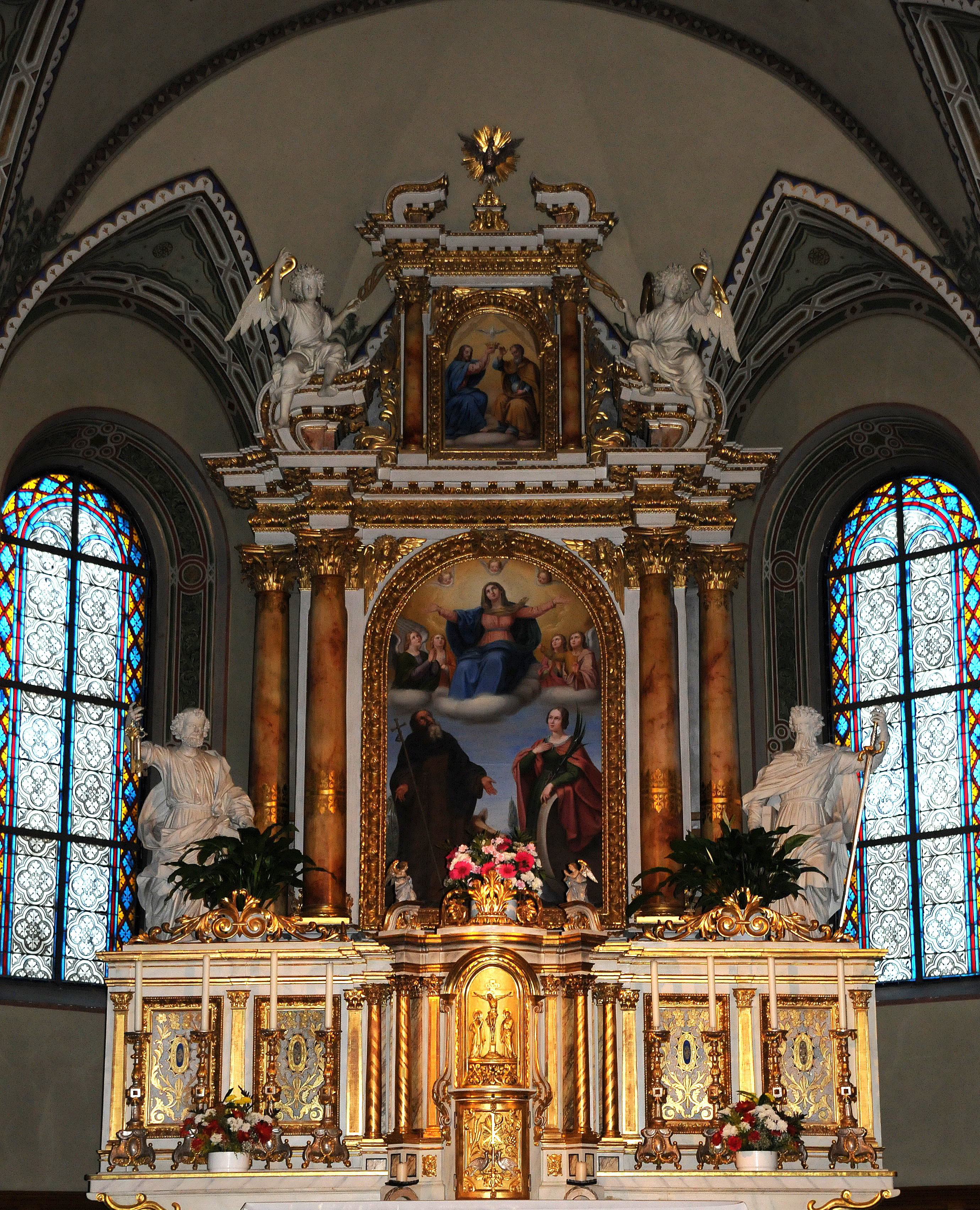
Altare maggiore
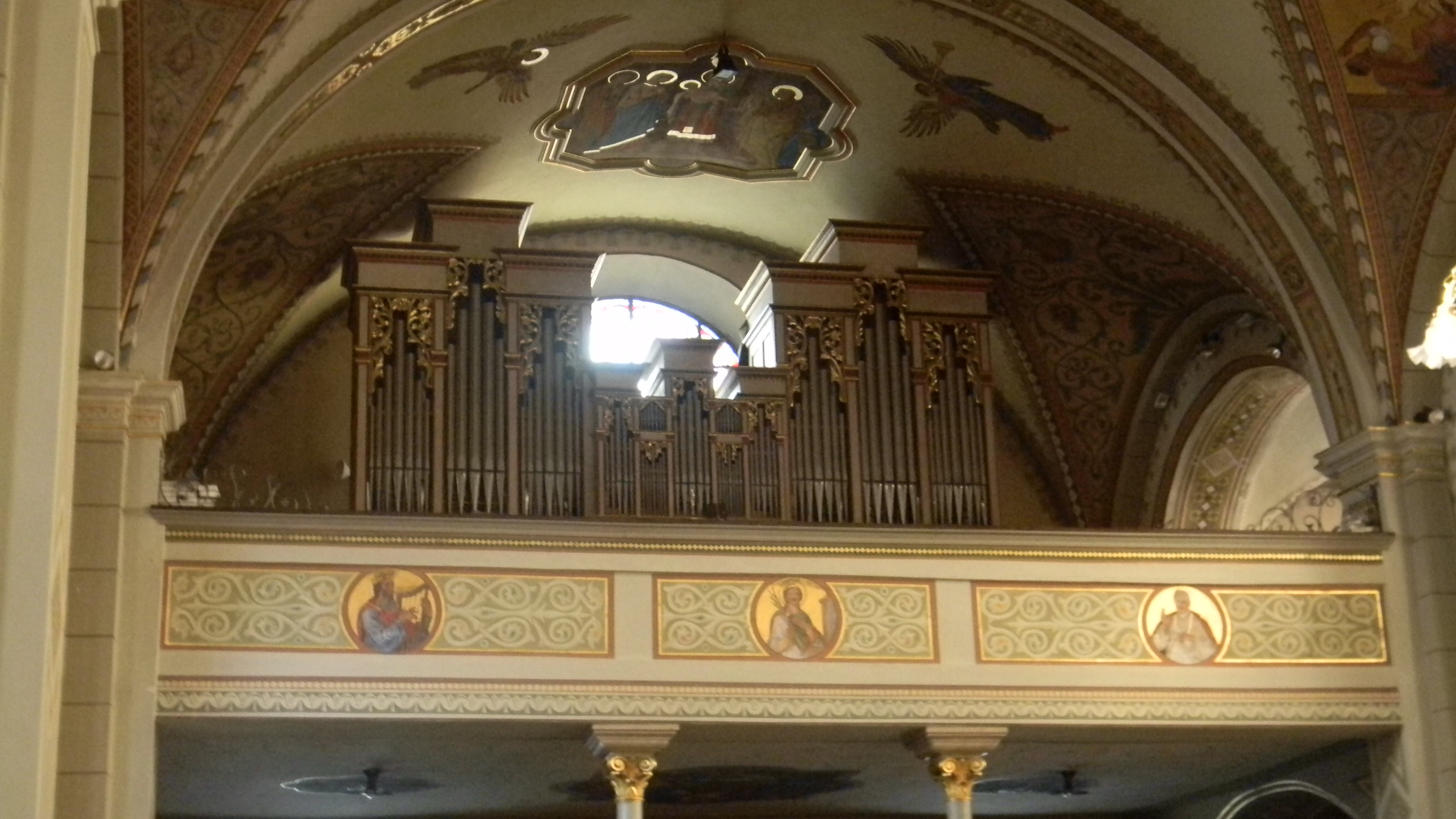
Organo